# العديل بن الفرخ العجلي
العُدَيل بن الفَرْخ العِجْلي ويلقب بالعباب. شاعر إسلامي اشتَهَر في العصر الأموي وزادت شهرته بعد هجائه الحجَّاج بن يوسف. 

## نسبه
هو العُدَيل بن الفَرْخ بن مَعْن بن الأسود بن عمرو بن عوف ابن ربيعة بن جابر بن ثعلبة من بني ربيعة بن عِجْل بن لجيم من بكر بن وائل بن قاسط من بني أسد بن ربيعة بن نزار بن معد بن عدنان، وقد كانت أمّه من بني شيبان.

## أخباره
كان العديل بن الفرخ فارسا جريئا. وكان العديل بن الفرخ معروفا بالشعر وبالغزو منذ أيام عبد اللّه بن الزبير ثم برزت أعماله في أيام الحجّاج بن يوسف. وقد وقعت بين العديل وإخوته وبين ابن عم لهم يدعى عمرو عداوة ونشب بينهم قتال جرح العديل في أثنائه في رأسه فجاء إلى الشام فتداوى عند ربضة بن النعمان الشيباني حتى تشافي وبعد عوده من الشام قاصدا الحجاز وفي اثناء طريقه التقى دابغا وهو مولى لعمرو ابن عم العديل خرج للحج أيضا وهو يأخذ طريق الحجاز فجد العديل حتى ادرك دابغا وسايره مده ثم قتله وبعث الحجاج رجالا للقبض على العديل ففر العديل إلى الروم واستنجد بقيصرها فأجاره قيصر وامنه عندئذ قال العديل ابياتا في عدم المبالاة بالحجاج بن يوسف.
كتب بعد ذلك الحجاج إلى قيصر يطلب إليه أن يردّ العديل، فردّه إليه. ولكنَّ جماعة من وجوه بني بكر بن وائل جاؤوا إلى الحجّاج ورجَوه أن يعفوَ عن العديل فعفا الحجّاج عنه.

## شعره
لما عاد من بلاد الروم وعفا عنه الحجاج قال يمدح الحجاج:

### يوم ذي قار
قال العديل يفتخر بصنيع بني عجل يوم ذي قار:

### في التحريض
كان العديل من أشهر خصوم الحَجاج بن يوسف حتى زار العراق وأصبح يحرِّض أهلها عليه ويهجو الجبناء منهم